# Dicranolepis glandulosa
Espèce
Synonymes
- Dicranolepis fragrans Gilg[1]

Dicranolepis glandulosa H. Pearson est une espèce du genre Dicranolepis de la famille des Thymelaeaceae'. C’est une plante à fleur appartenant au groupe des dicotylédones.

## Description
C’est un arbuste, d’environ 4 m de haut avec de branches minces. Son écorce est brun-rougeâtre, pubescente sur les jeunes tiges puis glabres. son fruit est d'abord vert, puis jaune, puis orangé, et rouge foncé à maturité, plus ou moins densément glanduleux.

## Habitat
Son habitat naturel se trouve dans les sous-bois des forêts denses humides, sur des sols frais, à 1- 800 m d’altitude. Elle a été récoltée aux frontières du Gabon, au Nord-ouest de la rivière Kom (Cameroun). On la retrouve au Cameroun et au Gabon.

## Synonymie
Le synonyme homotypique de cette espèce est :
Dicranolepis fragrans Gilg